# Klake (Chorwacja)
Klake – wieś w Chorwacji, w żupanii zagrzebskiej, w mieście Samobor. W 2011 roku liczyła 237 mieszkańców.